# Sphère de coordination

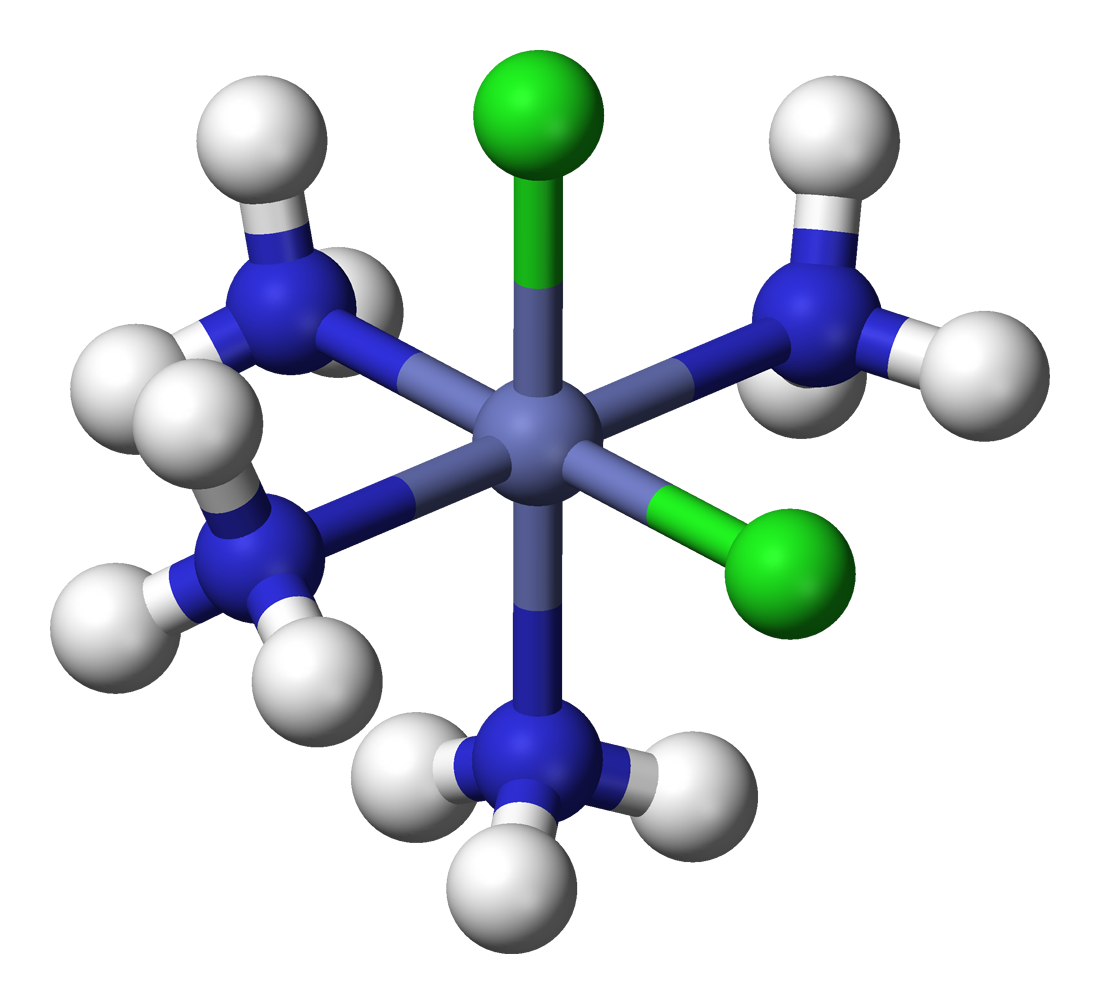
cis-[CoCl_{2}(NH_{3})_{4}]^{+}
Les atomes colorés forme une sphère de coordination autour de l'ion cobalt

En chimie de coordination, une sphère de coordination est l'ensemble formé par un atome ou ion central, entouré par l'ensemble de ses ligands, molécules ou anions,. Les molécules liées de façon non-covalente aux ligands sont appelés seconde sphère de coordination.

## Première sphère de coordination

Chlorure d'hexamminecobalt(III)
([Co(NH_{3})_{6}]Cl_{3})

La première sphère de coordination réfère aux molécules directement attachées au métal central. Ces molécules sont typiquement des solvants. Les interactions entre la première et la seconde sphère de coordination implique généralement des liaisons hydrogène.
Dans le chlorure d'hexamminecobalt(III) ([Co(NH3)6]Cl3), le cation cobalt et ses six ligands ammoniac forment la première sphère de coordination. 